# Захожи
Захожи — деревня в Самойловском сельском поселении Бокситогорского района Ленинградской области.

## История
ЗАХОЖИ — деревня с усадьбой Обринского общества, прихода погоста Лучна.

Крестьянских дворов — 10. Строений — 28, в том числе жилых — 18. 

Число жителей по семейным спискам 1879 г.: 29 м. п., 35 ж. п.; по приходским сведениям 1879 г.: 22 м. п., 35 ж. п.

В усадьбе: строений — 6, в том числе жилых — 2. Число жителей по приходским сведениям 1879 г.: 2 м. п., 2 ж. п.

В конце XIX — начале XX века деревня административно относилась к Обринской волости 5-го земского участка 3-го стана Тихвинского уезда Новгородской губернии.
В начале XX века близ деревни находился жальник.

ЗАХОЖА — деревня Обринского общества, число дворов — 12, число домов — 24, число жителей: 32 м. п., 34 ж. п.; Занятия жителей: земледелие. Земский тракт. Колодец. Часовня, смежна с посёлком Захожа.

ЗАХОЖА — посёлок И. Н. Голованова, число дворов — 2, число домов — 3, число жителей: 5 м. п., 5 ж. п.; Занятия жителей: земледелие. Смежен с деревней Захожа. (1910 год)

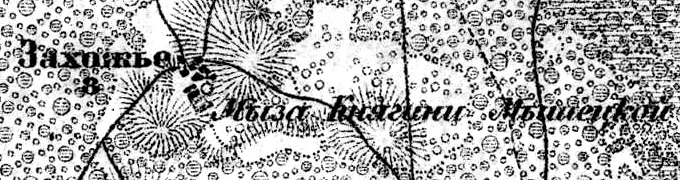
Деревня Захожи на карте 1917 года

Согласно военно-топографической карте Новгородской губернии издания 1917 года, деревня называлась Захожье и насчитывала 8 крестьянских дворов, в деревне находилась часовня и мыза Княгини Мышецкой.
С 1917 по 1918 год деревня входила в состав Обринской волости Тихвинского уезда Новгородской губернии.
С 1918 года, в составе Череповецкой губернии.
С 1924 года, в составе Пикалёвской волости.
С 1927 года, в составе Самойловского сельсовета Пикалёвского района.
С 1932 года, в составе Ефимовского района.
По данным 1933 года деревня называлась Захожа и входила в состав Самойловского сельсовета Ефимовского района.
1 января 1948 года, близ деревни был основан посёлок Известковый Завод. В 1951 году его население составляло 146 человек.
С 1952 года, в составе Бокситогорского района.
С 1 января 1954 года посёлок Известковый Завод учитывается областными административными данными, как посёлок Захожи.
С 1963 года, деревня и посёлок Захожи вновь в составе Ефимовского района.
С 1965 года вновь в составе Бокситогорского района. В 1965 году население деревни составляло 102 человека, посёлка — 54.
По данным 1966 года в состав Самойловского сельсовета Бокситогорского района входили деревня и посёлок Захожье.
По данным 1973 года в состав Самойловского сельсовета входили деревня и посёлок Захожи.
По данным 1990 года в состав Самойловского сельсовета входила только деревня Захожи.
В 1997 году в деревне Захожи Самойловской волости проживали 11 человек, в 2002 году — 13 человек (все русские).
В 2007 году в деревне Захожи Самойловского СП проживали 12 человек, в 2010 году — 17.

## География
Деревня расположена в северо-западной части района на автодороге 41К-035 (Большой Двор — Самойлово).
Расстояние до административного центра поселения — 6 км.
Расстояние до ближайшей железнодорожной платформы Обринский на линии Волховстрой I — Вологда — 4 км.

## Демография
| 1997 | 2002 | 2007 | 2010 | 2017 |
| ---- | ---- | ---- | ---- | ---- |
| 11   | ↗13  | ↘12  | ↗17  | ↘12  |